# Eleição presidencial nos Estados Unidos em 1868
A eleição presidencial dos Estados Unidos de 1868 foi a vigésima-primeira eleição presidencial do país. Foi a primeira eleição após a Guerra de Secessão, durante o período conhecido como Reconstrução. Três dos estados ex-confederados (Texas, Mississippi, e Virgínia) ainda não estavam restaurados à União e, portanto, não poderiam votar na eleição.
O Presidente em exercício, Andrew Johnson (que sucedeu à presidência em 1865 após o assassinato do presidente Lincoln), não teve sucesso em sua tentativa de receber a indicação presidencial democrata, devido a sua impopularidade. Os democratas nomearam Horatio Seymour. Os republicanos indicaram o general da Guerra de Secessão Ulysses S. Grant. Grant foi um dos homens mais populares no Norte devido a seus esforços na conclusão da Guerra Civil, com sucesso para a União.

## Processo eleitoral
A partir de 1832, os candidatos para presidente e vice começaram a ser escolhidos através das Convenções. Os delegados partidários, escolhidos por cada estado para representá-los, escolhem quem será lançado candidato pelo partido. Os eleitores gerais elegem outros "eleitores" que formam o Colégio Eleitoral. A quantidade de "eleitores" por estado varia de acordo com a quantidade populacional do estado. Em quase todos os estados, o vencedor do voto popular leva todos os votos do Colégio Eleitoral.

## Convenções

### Convenção Nacional doPartido Republicanode 1868
A quarta Convenção Nacional Republicana foi realizada em Chicago entre 20 e 21 de maio. A plataforma saudou o sucesso da Reconstrução radical, insistiu no sufrágio masculino igual, defendia uma política monetária sólida e defendeu economia do governo. O representante dos Estados Unidos John A. Logan colocou o nome de Ulysses S. Grant num dos discursos mais curtos da história de indicação presidencial do Partido Republicano. Em seguida ele foi escolhido a candidato para presidência por unânimidade com 650 votos.

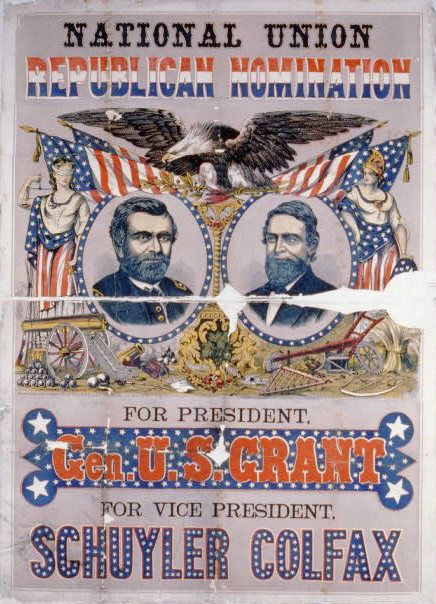
Cartaz Republicano com Ulysses Grant e Schuyler Colfax.

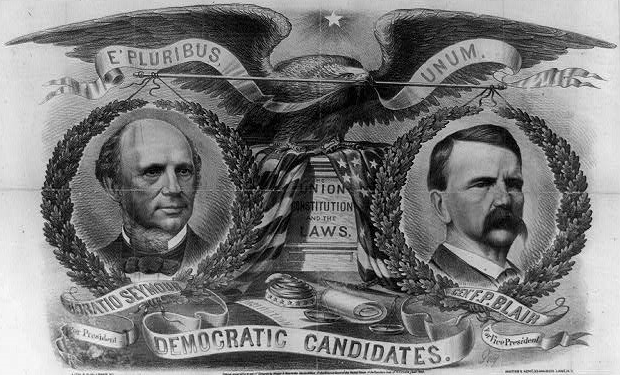
Cartaz Democrata com Horatio Seymour e Francis P. Blair.

| 4ª Convenção Nacional do Partido Republicano de 1868 | 4ª Convenção Nacional do Partido Republicano de 1868 | 4ª Convenção Nacional do Partido Republicano de 1868 | 4ª Convenção Nacional do Partido Republicano de 1868 | 4ª Convenção Nacional do Partido Republicano de 1868 | 4ª Convenção Nacional do Partido Republicano de 1868 | 4ª Convenção Nacional do Partido Republicano de 1868 |
| Presidente                                           | Presidente                                           | Presidente                                           | Presidente                                           | Presidente                                           | Presidente                                           | Presidente                                           |
| Candidato/Votação                                    | Candidato/Votação                                    | Candidato/Votação                                    | Candidato/Votação                                    | Candidato/Votação                                    | Candidato/Votação                                    | 1ª                                                   |
| ---------------------------------------------------- | ---------------------------------------------------- | ---------------------------------------------------- | ---------------------------------------------------- | ---------------------------------------------------- | ---------------------------------------------------- | ---------------------------------------------------- |
| Ulysses S. Grant                                     | Ulysses S. Grant                                     | Ulysses S. Grant                                     | Ulysses S. Grant                                     | Ulysses S. Grant                                     | Ulysses S. Grant                                     | 650                                                  |
| Vice-presidente                                      |                                                      |                                                      |                                                      |                                                      |                                                      |                                                      |
| Candidato/Votção                                     | 1ª                                                   | 2ª                                                   | 3ª                                                   | 4ª                                                   | 5ª (antes de mudanças)                               | 5ª (depois de mudanças)                              |
| Schuyler Colfax                                      | 115                                                  | 145                                                  | 165                                                  | 186                                                  | 226                                                  | 541                                                  |
| Benjamin Wade                                        | 147                                                  | 170                                                  | 178                                                  | 206                                                  | 207                                                  | 38                                                   |
| Reuben E. Fenton                                     | 126                                                  | 144                                                  | 139                                                  | 144                                                  | 139                                                  | 69                                                   |
| Henry Wilson                                         | 119                                                  | 114                                                  | 101                                                  | 87                                                   | 56                                                   | 0                                                    |
| Andrew G. Curtin                                     | 51                                                   | 45                                                   | 40                                                   | 0                                                    | 0                                                    | 0                                                    |
| Hannibal Hamlin                                      | 28                                                   | 30                                                   | 25                                                   | 25                                                   | 20                                                   | 0                                                    |
| Outros                                               | 62                                                   | 0                                                    | 0                                                    | 0                                                    | 0                                                    | 0                                                    |

### Convenção Nacional doPartido Democratade 1868
A décima Convenção Nacional Democrata aconteceu entre 4 e 9 de julho em Nova Iorque. Havia 634 delegados presentes.
A plataforma do Partido Democrata ficou establecida na garantia do Estado e dos direitos civis; o apoio ao "Plano de Ohio" para re-pagamento da dívida federal; e a favor de uma nova moeda federal. Precisava-se 212 votos necessários para ser nomeado candidato. George H. Pendleton foi o primeiro indicado para a votação, seguido pelo presidente Andrew Johnson e outros nove.
| 10ª Convenção Nacional do Partido Democrata de 1868 | 10ª Convenção Nacional do Partido Democrata de 1868 | 10ª Convenção Nacional do Partido Democrata de 1868 | 10ª Convenção Nacional do Partido Democrata de 1868 | 10ª Convenção Nacional do Partido Democrata de 1868 | 10ª Convenção Nacional do Partido Democrata de 1868 | 10ª Convenção Nacional do Partido Democrata de 1868 | 10ª Convenção Nacional do Partido Democrata de 1868 | 10ª Convenção Nacional do Partido Democrata de 1868 | 10ª Convenção Nacional do Partido Democrata de 1868 | 10ª Convenção Nacional do Partido Democrata de 1868 | 10ª Convenção Nacional do Partido Democrata de 1868 | 10ª Convenção Nacional do Partido Democrata de 1868 | 10ª Convenção Nacional do Partido Democrata de 1868 | 10ª Convenção Nacional do Partido Democrata de 1868 | 10ª Convenção Nacional do Partido Democrata de 1868 | 10ª Convenção Nacional do Partido Democrata de 1868 | 10ª Convenção Nacional do Partido Democrata de 1868 | 10ª Convenção Nacional do Partido Democrata de 1868 | 10ª Convenção Nacional do Partido Democrata de 1868 | 10ª Convenção Nacional do Partido Democrata de 1868 | 10ª Convenção Nacional do Partido Democrata de 1868 | 10ª Convenção Nacional do Partido Democrata de 1868 | 10ª Convenção Nacional do Partido Democrata de 1868 |
| Presidente                                          | Presidente                                          | Presidente                                          | Presidente                                          | Presidente                                          | Presidente                                          | Presidente                                          | Presidente                                          | Presidente                                          | Presidente                                          | Presidente                                          | Presidente                                          | Presidente                                          | Presidente                                          | Presidente                                          | Presidente                                          | Presidente                                          | Presidente                                          | Presidente                                          | Presidente                                          | Presidente                                          | Presidente                                          | Presidente                                          | Presidente                                          |
| Candidato/Votação                                   | 1ª                                                  | 2ª                                                  | 3ª                                                  | 4ª                                                  | 5ª                                                  | 6ª                                                  | 7ª                                                  | 8ª                                                  | 9ª                                                  | 10ª                                                 | 11ª                                                 | 12ª                                                 | 13ª                                                 | 14ª                                                 | 15ª                                                 | 16ª                                                 | 17ª                                                 | 18ª                                                 | 19ª                                                 | 20ª                                                 | 21ª                                                 | 22ª (antes de mudanças)                             | 22ª (depois de mudanças)                            |
| --------------------------------------------------- | --------------------------------------------------- | --------------------------------------------------- | --------------------------------------------------- | --------------------------------------------------- | --------------------------------------------------- | --------------------------------------------------- | --------------------------------------------------- | --------------------------------------------------- | --------------------------------------------------- | --------------------------------------------------- | --------------------------------------------------- | --------------------------------------------------- | --------------------------------------------------- | --------------------------------------------------- | --------------------------------------------------- | --------------------------------------------------- | --------------------------------------------------- | --------------------------------------------------- | --------------------------------------------------- | --------------------------------------------------- | --------------------------------------------------- | --------------------------------------------------- | --------------------------------------------------- |
| Horatio Seymour                                     | 0                                                   | 0                                                   | 0                                                   | 9                                                   | 0                                                   | 0                                                   | 0                                                   | 0                                                   | 0                                                   | 0                                                   | 0                                                   | 0                                                   | 0                                                   | 0                                                   | 0                                                   | 0                                                   | 0                                                   | 0                                                   | 0                                                   | 0                                                   | 0                                                   | 22                                                  | 317                                                 |
| George H. Pendleton                                 | 105                                                 | 104                                                 | 119.5                                               | 118.5                                               | 122                                                 | 122.5                                               | 137.5                                               | 156.5                                               | 144                                                 | 147.5                                               | 144.5                                               | 145.5                                               | 134.5                                               | 130                                                 | 129.5                                               | 107.5                                               | 70.5                                                | 56.5                                                | 0                                                   | 0                                                   | 0                                                   | 0                                                   | 0                                                   |
| Thomas A. Hendricks                                 | 2.5                                                 | 2                                                   | 9.5                                                 | 11.5                                                | 19.5                                                | 30                                                  | 39.5                                                | 75                                                  | 80.5                                                | 82.5                                                | 88                                                  | 89                                                  | 81                                                  | 84.5                                                | 82.5                                                | 70.5                                                | 80                                                  | 87                                                  | 107.5                                               | 121                                                 | 132                                                 | 145.5                                               | 0                                                   |
| Winfield Scott Hancock                              | 33.5                                                | 40.5                                                | 45.5                                                | 43.5                                                | 46                                                  | 47                                                  | 42.5                                                | 28                                                  | 34.5                                                | 34                                                  | 32.5                                                | 30                                                  | 48.5                                                | 56                                                  | 79.5                                                | 113.5                                               | 137.5                                               | 144.5                                               | 135.5                                               | 142.5                                               | 135.5                                               | 103.5                                               | 0                                                   |
| Andrew Johnson                                      | 65                                                  | 52                                                  | 34.5                                                | 32                                                  | 24                                                  | 21                                                  | 12.5                                                | 6                                                   | 5.5                                                 | 6                                                   | 5.5                                                 | 4.5                                                 | 4.5                                                 | 0                                                   | 5.5                                                 | 5.5                                                 | 6                                                   | 10                                                  | 0                                                   | 0                                                   | 5                                                   | 4                                                   | 0                                                   |
| Sanford E. Church                                   | 34                                                  | 33                                                  | 33                                                  | 33                                                  | 33                                                  | 33                                                  | 33                                                  | 0                                                   | 0                                                   | 0                                                   | 0                                                   | 0                                                   | 0                                                   | 0                                                   | 0                                                   | 0                                                   | 0                                                   | 0                                                   | 0                                                   | 0                                                   | 0                                                   | 0                                                   | 0                                                   |
| Asa Packer                                          | 26                                                  | 26                                                  | 26                                                  | 26                                                  | 27                                                  | 27                                                  | 26                                                  | 26                                                  | 26.5                                                | 27.5                                                | 26                                                  | 26                                                  | 26                                                  | 26                                                  | 0                                                   | 0                                                   | 0                                                   | 0                                                   | 22                                                  | 0                                                   | 0                                                   | 0                                                   | 0                                                   |
| James E. English                                    | 16                                                  | 12.5                                                | 7.5                                                 | 7.5                                                 | 7                                                   | 6                                                   | 6                                                   | 6                                                   | 6                                                   | 0                                                   | 0                                                   | 0                                                   | 0                                                   | 0                                                   | 0                                                   | 0                                                   | 0                                                   | 0                                                   | 6                                                   | 16                                                  | 19                                                  | 7                                                   | 0                                                   |
| Joel Parker                                         | 13                                                  | 15.5                                                | 13                                                  | 13                                                  | 13                                                  | 13                                                  | 7                                                   | 7                                                   | 7                                                   | 7                                                   | 7                                                   | 7                                                   | 7                                                   | 7                                                   | 7                                                   | 7                                                   | 7                                                   | 3.5                                                 | 0                                                   | 0                                                   | 0                                                   | 0                                                   | 0                                                   |
| James R. Doolittle                                  | 13                                                  | 12.5                                                | 12                                                  | 12                                                  | 15                                                  | 12                                                  | 12                                                  | 12                                                  | 12                                                  | 12                                                  | 12.5                                                | 12.5                                                | 13                                                  | 13                                                  | 12                                                  | 12                                                  | 12                                                  | 12                                                  | 12                                                  | 12                                                  | 12                                                  | 4                                                   | 0                                                   |
| Reverdy Johnson                                     | 8.5                                                 | 8                                                   | 11                                                  | 8                                                   | 0                                                   | 0                                                   | 0                                                   | 0                                                   | 0                                                   | 0                                                   | 0                                                   | 0                                                   | 0                                                   | 0                                                   | 0                                                   | 0                                                   | 0                                                   | 0                                                   | 0                                                   | 0                                                   | 0                                                   | 0                                                   | 0                                                   |
| Francis Preston Blair, Jr.                          | 0.5                                                 | 10.5                                                | 4.5                                                 | 2                                                   | 9.5                                                 | 5                                                   | 0.5                                                 | 0.5                                                 | 0.5                                                 | 0.5                                                 | 0.5                                                 | 0.5                                                 | 0.5                                                 | 0                                                   | 0                                                   | 0                                                   | 0                                                   | 0                                                   | 13.5                                                | 13                                                  | 0                                                   | 0                                                   | 0                                                   |
| Outros (8)                                          | 0                                                   | 0.5                                                 | 1                                                   | 1                                                   | 1                                                   | 0                                                   | 0                                                   | 0                                                   | 0                                                   | 0                                                   | 0                                                   | 1.5                                                 | 1.5                                                 | 0                                                   | 0                                                   | 0                                                   | 3.5                                                 | 3.5                                                 | 19.5                                                | 11                                                  | 13                                                  | 0                                                   | 0                                                   |
| Vice-presidente                                     |                                                     |                                                     |                                                     |                                                     |                                                     |                                                     |                                                     |                                                     |                                                     |                                                     |                                                     |                                                     |                                                     |                                                     |                                                     |                                                     |                                                     |                                                     |                                                     |                                                     |                                                     |                                                     |                                                     |
| Candidato/Votação                                   | 1ª                                                  | 1ª                                                  | 1ª                                                  | 1ª                                                  | 1ª                                                  | 1ª                                                  | 1ª                                                  | 1ª                                                  | 1ª                                                  | 1ª                                                  | 1ª                                                  | 1ª                                                  | 1ª                                                  | 1ª                                                  | 1ª                                                  | 1ª                                                  | 1ª                                                  | 1ª                                                  | 1ª                                                  | 1ª                                                  | 1ª                                                  | 1ª                                                  | 1ª                                                  |
| Francis Preston Blair, Jr.                          | 317                                                 | 317                                                 | 317                                                 | 317                                                 | 317                                                 | 317                                                 | 317                                                 | 317                                                 | 317                                                 | 317                                                 | 317                                                 | 317                                                 | 317                                                 | 317                                                 | 317                                                 | 317                                                 | 317                                                 | 317                                                 | 317                                                 | 317                                                 | 317                                                 | 317                                                 | 317                                                 |

## Resultados
| Candidato presidencial                                           | Partido                                                          | Estado de origem                                                 | Voto popular(a)                                                  | Voto popular(a)                                                  | Colégio Eleitoral(a)(b) | Colégio Eleitoral(a)(b) | Running mate                | Running mate     | Running mate            |
| Candidato presidencial                                           | Partido                                                          | Estado de origem                                                 | Votos                                                            | %                                                                | Votos                   | %                       | Candidato vice-presidencial | Estado de origem | Colégio Eleitoral(a)(b) |
| ---------------------------------------------------------------- | ---------------------------------------------------------------- | ---------------------------------------------------------------- | ---------------------------------------------------------------- | ---------------------------------------------------------------- | ----------------------- | ----------------------- | --------------------------- | ---------------- | ----------------------- |
| Ulysses S. Grant                                                 | Partido Republicano                                              | Ohio                                                             | 3.013.650                                                        | 52,66%                                                           | 214                     | 72,8%                   | Schuyler Colfax             | Nova Iorque      | 214                     |
| Horatio Seymour                                                  | Partido Democrata                                                | Nova Iorque                                                      | 2.708.744                                                        | 47,34%                                                           | 80                      | 27,2%                   | Francis Preston Blair, Jr.  | Kentucky         | 80                      |
| Outros                                                           | Outros                                                           | Outros                                                           | 46                                                               | 0%                                                               | 0                       | 0%                      | Outros                      | Outros           | 0                       |
| Total                                                            | Total                                                            | Total                                                            | 5.722.440                                                        | 100%                                                             | 294                     |                         |                             |                  | 294                     |
| Votos minímos do Colégio Eleitoral de que se precisa para vencer | Votos minímos do Colégio Eleitoral de que se precisa para vencer | Votos minímos do Colégio Eleitoral de que se precisa para vencer | Votos minímos do Colégio Eleitoral de que se precisa para vencer | Votos minímos do Colégio Eleitoral de que se precisa para vencer | 148                     |                         |                             |                  | 148                     |

Fonte - Voto popular: Colégio Eleitoral:
(a)Mississipi, Texas e Virgínia não participaram da eleição poi estavam em Reconstrução.

(b)Na Flórida os "eleitores" foram escolhidos pelo legislativo estadual.